# Erik Simons
Erik Simons (Papendrecht, 1972) is een voormalig Nederlands korfballer. Simons is meervoudig Nederlands kampioen en speelde ook voor het Nederlands korfbalteam. Samen met zijn jongere broers (Leon en André) speelde hij lang op het hoogste niveau.
Simons won 1 keer de prijs van Beste Korfballer van het Jaar, dat was in 2001.

## PKC
Simons debuteerde in seizoen 1989-1990 in de hoofdmacht van PKC en profileerde zich al snel tot puntspeler.
In seizoen 1992-1993 stond Simons voor het eerst in zijn carrière in de zaalfinale. PKC speelde deze finale tegen Deetos, dat al 3 jaar op rij in de zaalfinale stond. In een spannende wedstrijd wonnen de ervaren spelers van Deetos, zoals Hans Leeuwenhoek en Oscar Mulders het van PKC met een nipte 13-12.
In seizoen 1992-1993 won PKC de veldtitel van Nederland. Het was de eerste titel van Simons.
Simons stond bekend om zijn temperament. Zo werd hij in seizoen 1994-1995 zelfs voor 10 wedstrijden geschorst en stapte hij in 1995 ook kortstondig op bij de club na een conflict met Jan de Jager. Hij zou na 1 week afwezigheid weer terugkeren bij de ploeg. In 1995 miste PKC de zaalfinale en Simons vertelde zelf dat hij hier schuldig over voelde. Achteraf vertelde hij dat als hij niet zo lang geschorst was geweest, PKC verder was gekomen.
Wel werd de veldfinale van 1995 gewonnen, als troostprijs op een teleurstellend zaalseizoen.
In seizoen 1996-1997 stond PKC sinds lange tijd weer in de zaalfinale. Het was een herhaling van de finale van '93, want PKC trof Deetos in de eindstrijd. In 1997 won PKC met 19-13 en zodoende was Simons voor het eerst in zijn carrière zaalkampioen van Nederland.
Vanaf dit seizoen stond PKC 3 jaar achter elkaar in de zaalfinale, want na de winst in 1997 won PKC ook de zaalfinale van 1998 en 1999. PKC was dominant in deze periode van het Nederlands korfbal.

## DVO en Deetos
Na 1 jaar afwezigheid in de zaalfinale stond PKC weer in Ahoy in 2001. In de eindstrijd trof het AKC Blauw-Wit. PKC won met 26-23, na verlenging  en Simons was voor de vierde keer in zijn loopbaan zaalkampioen. Echter in de zomer van 2001 nam hij een drastisch besluit. Hij besloot om van club te ruilen en besloot om naar DVO  te gaan. Deze transfer was al pikant, aangezien de naam Simons gelijk stond aan PKC. Als klap op de vuurpijl besloot zijn jongste broer Leon in dezelfde zomer ook over te stappen. Leon ging naar AKC Blauw-Wit.
Simons kampte met een blessure en hij speelde nog geen wedstrijd in het groen/wit van DVO, toen hij in oktober 2001 een nieuwe transfer aanvroeg. Hij wilde overstappen van DVO naar Deetos, de eeuwige rivaal van PKC.
DVO was woedend over deze transfer, maar de bond keurde de overstap goed, aangezien Simons nog geen wedstrijd namens DVO had gespeeld. Volgens Simons zelf was de reisafstand de reden waarom hij weg wilde bij DVO. Hij speelde dit seizoen, 2001-2002 nog wel bij Deetos. In 2002 speelde Simons met Deetos wel de Nederlandse veldfinale. Simons viel in de tweede helft van de finale uit met een blessure en hij moest vanaf de bank toekijken hoe Deetos werd verslagen door KV Die Haghe.
Na dit onstuimige seizoen besloot hij in 2002 weer terug te keren naar PKC.

## Terugkeer bij PKC
In de 3 opvolgende seizoenen stonden Simons en PKC weer in de zaalfinale in Ahoy. In 2002-2003 en 2003-2004 was Fortuna te sterk, maar in 2004-2005 pakte PKC dan weer de zaaltitel. In deze finale won PKC gemakkelijk met 22-11 van DOS'46.
Op veld gingen de seizoenen na zijn rentree stukken beter. Zo won PKC de veldfinale van 2003, 2004, 2005 en 2006.
De veldtitel van 2005-2006 was het laatste wapenfeit van Simons. Hij stopte in 2006.

## Erelijst
- Nederlands kampioen zaal, 5 X (1997, 1998, 1999, 2001, 2005)
- Nederlands kampioen veld, 6x (1993, 1995, 2003, 2004, 2005, 2006)
- Europacup kampioen, 3x (1999, 2000, 2002)
- Korfballer van het Jaar, 1x (2001)

## Oranje
Simons speelde 9 officiële wedstrijden namens het Nederlands korfbalteam. Van deze caps speelde hij er 2 op het veld en 7 in de zaal.
Simons won met Oranje goud op de World Games van 2001, het jaar waarin hij ook verkozen werd tot Korfballer van het Jaar.